# 제리 린

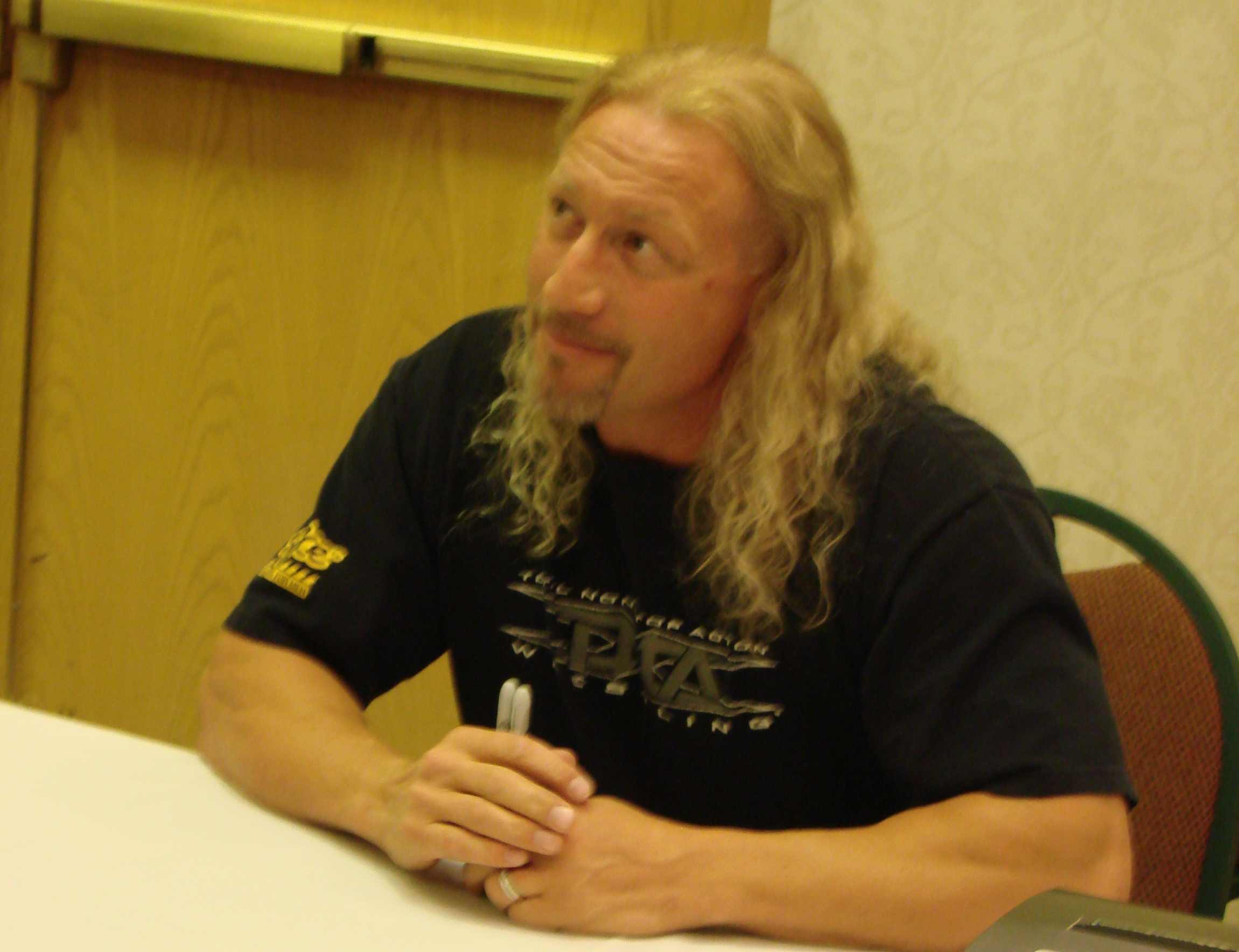
제리 린

제리 린(Jerry Lynn, 1963년 6월 12일 ~ )은 미국의 프로레슬링선수다. 키는 180cm 몸무게는 96kg이다. WCW시절 링네임은 미스터 JL(Mr. JL)라고 불렀다. 피니쉬는 크로스 암브레이커, 로프 헝 DDT, 슬리퍼 홀드, 토네이도 DDT, 크레이들 파일드라이버로 사용을 한다.